# Encarsia polaszeki
Encarsia polaszeki är en stekelart som beskrevs av Evans 1997. Encarsia polaszeki ingår i släktet Encarsia och familjen växtlussteklar. Inga underarter finns listade i Catalogue of Life.